# 静坐不能
静坐不能是一种运动障碍，主要表现为内心烦躁不安和无法保持静止。 通常腿部受到最突出的影响。 静坐不能会使人坐立不安，来回摇摆，踱步。 或可能只是感到不安。 并发症包括自杀。